# Wiktor Bryshin
Wiktor Arkadijowytsch Bryshin (ukrainisch Віктор Аркадійович Бризгін, engl. Transkription Viktor Arkadyevich Bryzhin, russisch Виктор Аркадьевич Брызгин – Wiktor Arkadjewitsch Brysgin – Viktor Bryzgin; * 22. August 1962 in Luhansk) ist ein ukrainischer Sprinter, der für die Sowjetunion startend 1988 Olympiasieger in der 4-mal-100-Meter-Staffel wurde.
Fünfmal wurde er sowjetischer Meister:
- 100 m 1986 (10,28 s)
- 60 m (Halle) 1983 (6,69 s), 1986 (6,66 s), 1987 (6,60 s) und 1991 (6,64 s)

Bei den Leichtathletik-Weltmeisterschaften 1987 in Rom erreichte er über 100 Meter den Endlauf und wurde in 10,25 s Fünfter. Für eine Medaille hätte er zwölf Hundertstelsekunden schneller sein müssen (es siegte Carl Lewis in der Weltrekordzeit von 9,93 s).
Medaillenerfolge hatte er als Mitglied der sowjetischen 4-mal-100-Meter-Stafette:
- Gold bei den Europameisterschaften 1986 in Stuttgart in 38,29 s vor der DDR (Silber in 38,64 s) und dem Vereinigten Königreich (Bronze in 38,71 s) (Team: Alexander Jewgenjew, Nikolai Juschmanow, Wladimir Murawjow und als Schlussläufer Bryshin)
- Gold bei den Olympischen Spielen 1988 in Seoul in 38,19 s vor dem Vereinigten Königreich (Silber in 38,28 s) und Frankreich (Bronze in 38,40 s) (Team: Bryshin als Startläufer, Wladimir Krylow, Wladimir Murawjow und Witali Sawin)
- Silber bei den Weltmeisterschaften in Rom in 38,02 s hinter den USA (Gold in 37,90 s) und vor Jamaika (Bronze in 38,41 s) (Team: Alexander Jewgenjew, Bryshin als zweiter Läufer, Wladimir Murawjow und Wladimir Krylow)

Seine Ehefrau Olha Wladykina-Bryshina ist die 400-Meter-Lauf-Olympiasiegerin von 1988. Ihre gemeinsamen Töchter Jelysaweta Bryshina und Anastassija Bryshina sind ebenfalls als Sprinterin erfolgreich.

## Persönliche Bestzeiten
- 50 m (Halle): 5,78 s, 25. Januar 1985, Ost-Berlin
- 60 m (Halle): 6,60 s, 6. Februar 1987, Pensa
- 100 m: 10,11 s, 21. Juni 1986, Tallinn (mit zweifelhafter Windmessung: 10,03 s, 7. Juni 1986, Leningrad)